# Leinthalerbrücke
Die Leinthalerbrücke ist eine Straßenbrücke im Norden Münchens.
Nach der Regulierung der Isar im Zuge von Hochwasserschutzmaßnahmen kam der Fährverkehr zwischen Freimann und Unterföhring zum Erliegen. Daher stellte die Gemeinde Unterföhring am 28. November 1895 einen Antrag an das Innenministerium zum Bau einer Brücke. Nach längeren Diskussionen um den Standort der Brücke wurde 1898 beschlossen, diese bei Oberföhring zu errichten.
Die am 13. Oktober 1903 eingeweihte Brücke wurde am 30. April 1945 durch die Sprengung des westlichen Teiles unpassierbar gemacht. Auch die parallel liegende Föhringer Eisenbahnbrücke wurde gesprengt. Ab 1949 konnten zumindest wieder Fußgänger auf einer provisorischen Holzbrücke das andere Ufer erreichen. Die Brücke wurde bis 1950 wieder aufgebaut. Seit Anfang der 1960er Jahre liegt wenige Meter südlich der Leinthalerbrücke die Herzog-Heinrich-Brücke, auf der der Föhringer Ring die Isar und den Kanal überquert. Da die Leinthalerbrücke 1980 wegen Baufälligkeit gesperrt werden musste, wurde sie bis 1982 durch einen Neubau ersetzt.